# Upplands runinskrifter 252
Upplands runinskrifter 252 är en vikingatida runsten av granit i Fresta kyrka, Fresta socken och Upplands-Väsby kommun. Runstenen är inmurad i södra kyrkväggen och 0,80 gånger 1,55 meter stor med en runhöjd på cirka 7 centimeter. Runstenen hittades vid en omrappning av kyrkan 1869. Samtidigt upptäcktes då också U 253 och U 254 i samma yttervägg.
Gudlög, till vars minne U 252 en gång ristades, omnämns också på U 253. Möjligen är det samma Gudlög som avses. Erik Brate attribuerade ristningen på U 252 till Öpir.

## Inskriften
Translitterering av runraden:
bryniulfr ' uk ' hulfr ' uk ' hu-... ... ...-ain ' aftiʀ ' kuþlah ' moþur ' sin
Normalisering till runsvenska:
Bryniulfʀ ok Ulfʀ ok ... ... [st]æin æftiʀ Guðlaug, moður sina.
Översättning till nusvenska:
Brynjulv och Ulv och ... stenen efter Gudlög, sin moder.